# Canadian Journal of Anesthesia
Canadian Journal of Anesthesia / Journal canadien d'anesthésie is een internationaal, aan collegiale toetsing onderworpen wetenschappelijk tijdschrift op het gebied van de anesthesiologie.
De naam wordt in literatuurverwijzingen meestal afgekort tot Can. J. Anesth.
Het wordt uitgegeven door Springer Science+Business Media namens de Canadian Anaesthetists' Society en verschijnt 11 keer per jaar.